# José María Hernández Garnica
José María Hernández Garnica, né le 17 novembre 1913 à Madrid et mort le 7 décembre 1972 à Barcelone, est un prêtre catholique espagnol, membre de l'Opus Dei. En 2005, il est déclaré serviteur de Dieu.

## Biographie
Docteur ingénieur des Mines et docteur en Sciences Naturelles, José María Hernández Garnica obtient également un doctorat en Théologie à l'Université du Latran grâce à sa thèse en théologie morale intitulée « La morale dans les systèmes d’intervention économique » et dirigée par Pietro Palazzina.
À l'automne 1934, il rencontre pour la première fois saint Josemaría Escrivá de Balaguer, fondateur de l'Opus Dei. Le 28 juillet 1935, il demande à y entrer. Ordonné le 25 juin 1944 par Mgr Leopoldo Eijo y Garay (es), il fait partie des trois premiers prêtres de la prélature avec les pères Álvaro del Portillo et Joseph Muzquiz. Il se voit alors confier le travail apostolique de la branche féminine de l'Opus Dei en Espagne. Il y travaille avec zèle tout en s'attachant à de nombreuses tâches sacerdotales partout dans le pays et plus particulièrement à Barcelone. 
Il s'en va ensuite remplir son ministère sacerdotal en Angleterre, en Irlande, en France, en Autriche, en Allemagne, en Suisse, en Belgique et aux Pays-Bas. Il apprend alors plusieurs langues et s'adapte à chaque pays pour y installer la prélature. 
Atteint d'un cancer de la langue, il revient à Barcelone au milieu de l'année 1972. Il y rencontre une dernière fois saint Josémaria, présent en Espagne pour une grande catéchèse. Après plus d'un an de souffrance, il y meurt finalement en odeur de sainteté le 7 décembre 1972.

## Postérité
Son procès en béatification est ouvert le 28 février 2005. Il est ainsi déclaré serviteur de Dieu.